# Belisario Porras Barahona
Belisario Porras Barahona (Las Tablas, 28 novembre 1856 – Panama, 28 agosto 1942) è stato un politico panamense.

## Biografia
È stato presidente di Panama per tre mandati negli anni dieci e venti. Era rappresentante del Partito Nazional Liberale.